# Coincya
Genre
Coincya est un genre de plantes à fleurs de la famille des Brassicaceae. 
Son nom provient du botaniste Auguste-Henri de Coincy.
Trois de ses espèces sont endémiques des îles Britanniques. Il s'agit de Coincya wrightii, Coincya cheiranthos et Coincya monensis.

## Liste d'espèces
Selon NCBI (18 mai 2012) et Tropicos (26 avril 2020) (Attention liste brute contenant possiblement des synonymes) :
- Coincya cheiranthos (Vill.) Greuter & Burdet
- Coincya cintrana P. Silva
- Coincya coincyoides (Humbert & Maire) Greuter & Burdet
- Coincya hispida Greuter & Burdet
- Coincya johnstonii (Samp.) Greuter & Burdet
- Coincya leptocarpa Greuter & Burdet
- Coincya longirostra Greuter & Burdet
- Coincya mariolensis Figuerola & Peris
- Coincya monensis (L.) Greuter & Burdet
  - sous-espèce Coincya monensis subsp. cheiranthos
  - sous-espèce Coincya monensis subsp. monensis (endémique britannique)
  - sous-espèce Coincya monensis subsp. recurvata
- Coincya nevadensis (Willk.) Rivas Mart.
- Coincya nivalis (Boiss. & Heldr.) Greuter & Burdet
- Coincya orophila (Franco) Rivas Mart., Fern. Gonz. & Sánchez Mata
- Coincya oxyrrhina (Coss.) Rivas Mart.
- Coincya pseudoerucastrum (Brot.) Greuter & Burdet
- Coincya puberula (Pau) Greuter & Burdet
- Coincya richeri (Vill.) Greuter & Burdet
- Coincya rupestris Porta & Rigo ex Rouy
- Coincya setigera Rivas Mart.
- Coincya tournefortii (Gouan) Alcaraz, T.E. Díaz, Rivas Mart. & Sánchez-Gómez
- Coincya transtagana Clem.-Muñoz & Hern.-Berm.
- Coincya trastagana Clem.-Muñoz & Hern.-Berm.
- Coincya wrightii (O.E. Schulz ex Elliston-Wright) Stace